# 遠藤誠 (3D監督)
遠藤 誠（えんどう まこと、1974年 - ）は日本の3DCGディレクターである。元、Production I.G所属、現、株式会社トライスラッシュ取締役。神奈川工科大学工学部(現情報学部)情報工学科、及び同大学大学院工学研究科情報工学専攻博士前期課程修了。

## 経歴
- 1974年、静岡県に生まれる。
- 1997年、神奈川工科大学工学部(現情報学部)情報工学科卒業。
- 1998年、個人作品がCG世界大会であるミリアドール99'（カンヌ・フランス）にて日本代表に選ばれる。
- 1999年、神奈川工科大学大学院工学研究科情報工学専攻博士前期課程修了。
- 1999年、大学院博士前期課程修了後、Production I.Gに3Dプログラマーとして入社、後3Dデザイナー、3Dクリエイター、3Dチーフを経て3DCG監督となる。

## 人物
- 大学院在学時、山本富士夫研究室所属。
- 超並列コンピューター、Java言語を中心に人工生命、人工知能の研究を行う

## 主な参加作品
- 女神候補生 （1999年、NHK-BS2、第1,4,6,9,11話の3D担当）
- m-flo プロモーション （2000年、3DCGチーフ）
- サクラ大戦3 （2000年、ドリームキャスト、OP・本編）
- 戦闘妖精雪風 （2000年、OVA第1話デジタルパート・3D班チーフ）
- 劇場版ああっ女神さまっ （2000年、デジタルパート・LW3D班チーフ）
- サクラ大戦 活動写真 （2001年、3D班スケジュール管理兼チーフ）
- 怪童丸 （2001年、OVA、3DCG監督）
- 攻殻機動隊 STAND ALONE COMPLEX （2002年、3Dディレクター）
- 攻殻機動隊 S.A.C. 2nd GIG （2003年、3DCGディレクター）
- BLOOD+(3DCG監督)
- ゆず「Go　Home」(3DCG監督)
- キング・オブ・ファイターズ マキシマムインパクト2（Another　Day）(3DCG監督)
- シュヴァリエ(3DCG監督)
- 攻殻機動隊 STAND ALONE COMPLEX Solid State Society （2005年・2006年、3D監督）
- 攻殻機動隊 SSS3D （3D監督）
- レイトン教授と不思議な街(3DCG監督)
- レイトン教授と悪魔の箱(3DCG監督)
- タチコマな日々シリーズ(3DCG監督)
- キリンビバレッジ・キリンレモン77(3DCG監督)
- キリンビバレッジ・キリンレモンブラック (3DCG監督)
- ツバサ　TOKYO REVELATIONS　(3DCG監督)
- 精霊の守り人	(3DCG監督)
- RD・潜脳調査室(3DCG監督)
- 図書館戦争 （3D監督）
- 薬師寺涼子の怪奇事件簿(3DCGチーフ)
- 劇場版テイルズ オブ ヴェスペリア （3D監督）
- 東のエデン （2009年、3D監督）
- 劇場版東のエデンI、II（2009年、3D監督）
- 宮本武蔵－双刀にはせる夢－　(3DCG監督)
- ダンテズ・インフェルノ（オムニバスアニメーション）(3DCG監督)
- よんでますよアザゼルさんZ （2013年、3DCGプロデューサー）
- 翠星のガルガンティア （2013年、3DCG監督）
- 迷宮ブラックカンパニー （2021年、3DCG監督）
- 教育
- 河合塾学園 トライデントデザイン専門学校　特別講師
- デジタルハリウッド　デジハリ祭　特別講師
- 神奈川工科大学　非常勤講師